# Laurentius van Durham

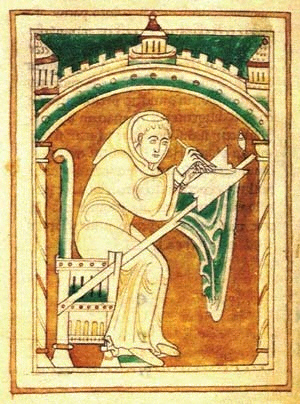
Laurentius van Durham (miniatuur)

Laurentius van Durham (gestorven 1154) was een 12e-eeuws Engelse prelaat, Latijnse dichter en hagiograaf. Hij werd in het zuiden van Engeland geboren in Waltham in het huidige Essex. Laurentius kreeg een religieuze opvoeding. Hij blonk uit in zang en poëziecomposities. In zijn jeugd trad Laurentius toe tot de priorij van de kathedraal van Durham. Hij werd een Benedictijner monnik. In 1130 werd Laurentius hoveling van Geoffrey Rufus, bisschop van Durham.
Na Rufus' dood in 1141 was Laurentius een belangrijke tegenstander van Willem van Komen, een zoon van Robert van Komen, en de kandidaat van David I van Schotland. Willem van Komen eiste het vacante episcopaat in de eerste helft van de jaren 1140 voor zich op. Tijdens deze opvolgingsstrijd werd Laurentius zelfs korte tijd uit zijn eigen klooster verbannen. Na de nederlaag van Willem van Komen en het aantreden van Willem de Sainte  Barbe als de nieuwe bisschop van Durham werd Laurentius onderprior en vervolgens prior. 
Tijdens zijn leven als monnik in Durham schreef Laurentius  verschillende belangrijke werken in het Latijn, daaronder zijn Dialogi, de Hypognosticon en een hagiografie van Sint Brigida van Kildare voor Aelred van Rievaulx.